# Soufiane Rahimi
Soufiane Rahimi (Casablanca, 23 de marzo de 1996) es un futbolista marroquí que juega en la demarcación de delantero para el Al Ain F. C. del UAE Pro League.

## Selección nacional
Hizo su debut con la selección de Marruecos el 18 de enero de 2021 en un encuentro del Campeonato Africano de Naciones de 2020 contra Togo que finalizó con un resultado de 1-0 a favor del combinado marroquí tras el gol de Yahya Jabrane. Tras seis partidos disputados en el Campeonato Africano de Naciones de 2020, ganó el título.

### Goles internacionales
| #  | Fecha                   | Estadio                                   | Oponente                 | Gol | Resultado | Competición                                             |
| -- | ----------------------- | ----------------------------------------- | ------------------------ | --- | --------- | ------------------------------------------------------- |
| 1  | 26 de enero de 2021     | Stade de la Réunification, Duala, Camerún | Uganda                   | 1-2 | 2-5       | Campeonato Africano de Naciones de 2020                 |
| 2  | 26 de enero de 2021     | Stade de la Réunification, Duala, Camerún | Uganda                   | 1-4 | 2-5       | Campeonato Africano de Naciones de 2020                 |
| 3  | 31 de enero de 2021     | Stade de la Réunification, Duala, Camerún | Zambia                   | 1-0 | 3-1       | Campeonato Africano de Naciones de 2020                 |
| 4  | 3 de febrero de 2021    | Estadio de Limbé, Limbé, Camerún          | Camerún                  | 0-2 | 0-4       | Campeonato Africano de Naciones de 2020                 |
| 5  | 3 de febrero de 2021    | Estadio de Limbé, Limbé, Camerún          | Camerún                  | 0-3 | 0-4       | Campeonato Africano de Naciones de 2020                 |
| 6  | 4 de diciembre de 2021  | Estadio Ahmed bin Ali, Rayán, Catar       | Jordania                 | 0-4 | 0-4       | Copa Árabe de la FIFA 2021                              |
| 7  | 11 de junio de 2024     | Estadio de Agadir, Agadir, Marruecos      | Congo                    | 0-6 | 0-6       | Clasificación para la Copa Mundial de Fútbol de 2026    |
| 8  | 12 de octubre de 2024   | Stade d'Honneur, Uchda, Marruecos         | República Centroafricana | 5-0 | 5-0       | Clasificación para la Copa Africana de Naciones de 2025 |
| 9  | 18 de noviembre de 2024 | Stade d'Honneur, Uchda, Marruecos         | Lesoto                   | 3-0 | 7-0       | Clasificación para la Copa Africana de Naciones de 2025 |
| 10 | 18 de noviembre de 2024 | Stade d'Honneur, Uchda, Marruecos         | Lesoto                   | 5-0 | 7-0       | Clasificación para la Copa Africana de Naciones de 2025 |

## Clubes
| Club            | País      | Año       | Partidos | Goles |
| --------------- | --------- | --------- | -------- | ----- |
| Raja Casablanca | Marruecos | 2018-2021 | 137      | 44    |
| Al Ain F. C.    | EAU       | 2021-     | 149      | 65    |

## Palmarés

### Títulos nacionales
| Título                                     | Club            | País      | Año  |
| ------------------------------------------ | --------------- | --------- | ---- |
| Liga de Marruecos                          | Raja Casablanca | Marruecos | 2020 |
| Copa de Liga de los Emiratos Árabes Unidos | Al Ain F. C.    | EAU       | 2022 |
| Liga Árabe del Golfo                       | Al Ain F. C.    | EAU       | 2022 |

### Títulos internacionales
| Título                          | Club (*)         | Sede    | Año  |
| ------------------------------- | ---------------- | ------- | ---- |
| Copa Confederación de la CAF    | Raja Casablanca  | Kinsasa | 2018 |
| Supercopa de la CAF             | Raja Casablanca  | Doha    | 2019 |
| Campeonato Africano de Naciones | Marruecos        | Camerún | 2020 |
| Campeonato de Clubes Árabes     | Raja Casablanca  | Rabat   | 2020 |
| Copa Confederación de la CAF    | Raja Casablanca  | Cotonú  | 2021 |
| Liga de Campeones de la AFC     | Al Ain F. C.     | Al Ain  | 2024 |
| Bronce olímpico                 | Marruecos sub-23 | París   | 2024 |

(*) Incluyendo la selección.